# Plusiodonta repellens
Plusiodonta repellens är en fjärilsart som beskrevs av Walker 1857. Plusiodonta repellens ingår i släktet Plusiodonta och familjen nattflyn. Inga underarter finns listade i Catalogue of Life.